# La banda di Asakusa
La banda di Asakusa (浅草紅團) è il primo romanzo pubblicato da Yasunari Kawabata, apparso inizialmente a puntate su diversi periodici tra il dicembre 1929 e il settembre 1930, infine in volume nel dicembre 1930.

## Trama
Negli anni 1920 il quartiere di Asakusa era per Tokyo quello che Montmartre era stato per Parigi negli anni 1890 o Alexanderplatz era per Berlino, o Times Square sarà per New York negli anni 1940: fascino decadente, intrattenimenti e divertimenti popolari, mendicanti e giovani prostitute che si mescolavano con gente del teatro di rivista, scrittori e artisti.
Con una tecnica letteraria inusuale (ispirata dal modernismo occidentale) frammentata e vibrante di immagini e sensazioni, il romanzo-cronaca descrive l'energia del quartiere, visto dagli occhi di un narratore girovagante per la zona, spesso in compagnia di una banda di teppisti, tra cui alcune giovani donne, che gli rivelano il loro modo di vivere.
I continui riferimenti al contesto storico e mitico del quartiere, con puntuali considerazioni di carattere cronachistico, rendono il libro, inoltre, una vera e propria guida introduttiva ad Asakusa, con particolare riferimento al periodo degli anni '20-'30 del Novecento, l'età d'oro della zona come centro di attrazione popolare.
Il romanzo, insieme a "Shanghai" di Yokomitsu Riichi, pubblicato negli stessi anni, resta tra i migliori esempi della letteratura della Shinkankakuha (Neopercezionismo), movimento letterario d'avanguardia dalla vita breve, che però fortemente influenzò il dibattito letterario giapponese di quegli anni.

## Adattamenti
Dal romanzo sono stati tratti due film:
- 1930: Asakusa kurenaidan, diretto da Sadae Takami.[1]
- 1952: Asakusa kurenaidan, diretto da Seiji Hisamatsu.[2]

## Edizione italiana
- Yasunari Kawabata, La banda di Asakusa, traduzione di Costantino Pes, Einaudi, 2007, ISBN 978-88-06-18017-1.